# Križni put iz Koloseja
Križni put iz Koloseja tradicijska je katolička pobožnost koja se održava na Veliki petak u rimskom Koloseju. Ova ceremonija uključuje procesiju s križem kroz 14 postaja Križnog puta, koje predstavljaju Isusov put od osude do raspeća i polaganja u grob.

## Povijest
Prvi križni put u Koloseju slavljen je na Veliki petak 1750., na zahtjev pape Benedikta XIV. za tu jubilarnu godinu. Više od jednog stoljeća, sve do ujedinjenja Italije, Kolosej je bio poprište ovog obreda u kojem se Kristova muka ponavljala u 14 postaja. Ovom prilikom u središtu amfiteatra postavljeno je 14 bogomolja koje predstavljaju isto toliko postaja i veliki križ. Zauzimanjem Rima 1870. ta je tradicija prekinuta: Papa je ostao zatočen u Vatikanu, a svetišta i križ su uklonjeni.
Tek 1926. godine, dok su se utvrđivali detalji Konkordata između talijanske države i Katoličke Crkve, križ se vratio u Kolosej, ali ne u središtu, već na bočnoj strani gdje se i danas nalazi. Papa Ivan XXIII. bio je taj koji je vratio obred Križnoga puta u Flavijevski amfiteatar, povodom Uskrsa 1959. Godine 1965., pod pontifikatom pape Pavla VI., odlučeno je da ovaj običaj postane godišnji: Križni put 1965. bio je prvi koji se prenosio uživo na televiziji (RAI).
Dugi niz godina pape su osobno nosili križ od postaje do postaje, sve dok zbog sve većih problema nastalih kao posljedica pokušaja atentata i njegove duboke starosti papa Ivan Pavao II. nije odlučio predvoditi slavlje s pozornice na Palatinu, dok su drugi nosili križ. Papa Wojtyla je 2005. zbog ozbiljnih zdravstvenih problema iz svoje radne sobe u Vatikanu pratio Križni put iz Koloseja na televiziji: umro je sedam dana kasnije, 2. travnja navečer. Iz istog razloga, prigodom Križnoga puta 2023., papa Franjo nije osobno predvodio obred, već se ograničio na praćenje na televiziji iz svog stana u Domu svete Marte.
Samo u dva navrata, 2020. i 2021., obred Križnoga puta nije održan u Koloseju: zbog ograničenja uzrokovanih pandemijom COVID-19, slavlje se održalo na Trgu svetog Petra, ispred bazilike.
Svake godine jedna osoba ili skupina bila je pozvana napisati tekstove meditacija za postaje. Neki od komentatora, posljednjih godina, nisu bili vjernici katolici. U nekim godinama, poput 1991., meditirane postaje nisu uvijek slijedile tradicionalni popis. Papa je sam napisao tekstove za jubilarnu 2000. godinu i pri tomu slijedio tradicijske postaje.